# Gran Premi de Sud-àfrica del 1984
Resultats del Gran Premi de Sud-àfrica de Fórmula 1 de la temporada 1984, disputat al circuit de Kyalami el 7 d'abril del 1984.

## Resultats
| Pos | No | Pilot              | Equip               | Voltes | Temps/ Retirada   | Pos. de sortida | Punts |
| --- | -- | ------------------ | ------------------- | ------ | ----------------- | --------------- | ----- |
| 1   | 8  | Niki Lauda         | McLaren - TAG       | 75     | 1h 29' 23. 430    | 8               | 9     |
| 2   | 7  | Alain Prost        | McLaren - TAG       | 75     | + 1' 05.950 min.  | 5               | 6     |
| 3   | 16 | Derek Warwick      | Renault             | 74     | + 1 Volta         | 9               | 4     |
| 4   | 22 | Riccardo Patrese   | Alfa Romeo          | 73     | + 2 Voltes        | 18              | 3     |
| 5   | 26 | Andrea de Cesaris  | Ligier - Renault    | 73     | + 2 Voltes        | 14              | 2     |
| 6   | 19 | Ayrton Senna       | Toleman - Hart      | 72     | + 3 Voltes        | 13              | 1     |
| 7   | 11 | Elio de Angelis    | Lotus - Renault     | 71     | + 4 Voltes        | 7               |       |
| 8   | 21 | Mauro Baldi        | Spirit - Hart       | 71     | + 4 Voltes        | 20              |       |
| 9   | 17 | Marc Surer         | Arrows - Ford       | 71     | + 4 Voltes        | 23              |       |
| 10  | 25 | Francois Hesnault  | Ligier - Renault    | 71     | + 4 Voltes        | 17              |       |
| 11  | 27 | Michele Alboreto   | Ferrari             | 70     | Encesa            | 10              |       |
| 12  | 18 | Thierry Boutsen    | Arrows - Ford       | 70     | + 5 Voltes        | 26              |       |
| Ret | 3  | Martin Brundle     | Tyrrell - Ford      | 71     | Desqualificat     | 25              |       |
| Ret | 15 | Patrick Tambay     | Renault             | 66     | Sense combustible | 4               |       |
| Ret | 4  | Stefan Bellof      | Tyrrell - Ford      | 60     | Desqualificat     | 24              |       |
| Ret | 5  | Jacques Laffite    | Williams - Honda    | 60     | Transmissió       | 11              |       |
| Ret | 14 | Manfred Winkelhock | ATS - BMW           | 53     | Motor             | 12              |       |
| Ret | 6  | Keke Rosberg       | Williams - Honda    | 51     | Rodes             | 2               |       |
| Ret | 12 | Nigel Mansell      | Lotus - Renault     | 51     | Turbo             | 3               |       |
| Ret | 28 | René Arnoux        | Ferrari             | 40     | Injecció          | 15              |       |
| Ret | 1  | Nelson Piquet      | Brabham - BMW       | 29     | Turbo             | 1               |       |
| Ret | 20 | Johnny Cecotto     | Toleman - Hart      | 26     | Pneumàtics        | 19              |       |
| Ret | 9  | Philippe Alliot    | RAM - Hart          | 24     | Motor             | 22              |       |
| Ret | 10 | Jonathan Palmer    | RAM - Hart          | 22     | Caixa canvi       | 21              |       |
| Ret | 2  | Teo Fabi           | Brabham - BMW       | 18     | Turbo             | 6               |       |
| Ret | 23 | Eddie Cheever      | Alfa Romeo          | 4      | Radiador          | 16              |       |
| WD  | 24 | Piercarlo Ghinzani | Osella - Alfa Romeo | 0      | Accident          | 20              |       |

## Altres
- Pole: Nelson Piquet 1' 04. 871

- Volta ràpida: Patrick Tambay 1' 08. 877 (a la volta 65)